# Canoa/kayak ai Giochi della XV Olimpiade - K2 10000 metri maschile
La competizione del K2 10000 metri di Canoa/kayak ai Giochi della XV Olimpiade si è disputata il giorno 27 luglio 1952 al bacino del Taivallahti a Helsinki.

## Programma
| Data           | Ora   | Round  |
| -------------- | ----- | ------ |
| 27 luglio 1952 | 17:00 | Finale |

## Risultati
| Pos.    | Nazione          | Atleti                                  | Tempo   |
| ------- | ---------------- | --------------------------------------- | ------- |
| Oro     | Finlandia        | Kurt Wires Yrjö Hietanen                | 44'21"3 |
| Argento | Svezia           | Gunnar Åkerlund Hans Wetterström        | 44'21"7 |
| Bronzo  | Ungheria         | Ferenc Varga József Gurovits            | 44'26"6 |
| 4       | Austria          | Maximilian Raub Herbert Wiedermann      | 44'29"1 |
| 5       | Norvegia         | Ivar Mathisen Knut Østby                | 45'04"7 |
| 6       | Germania         | Karl Heinz Schäfer Meinrad Miltenberger | 45'15"2 |
| 7       | Cecoslovacchia   | Rudolf Klabouch Bedřich Dvořák          | 45'39"6 |
| 8       | Danimarca        | Ingvard Nørregaard Svend Frømming       | 45'59"6 |
| 9       | Paesi Bassi      | Cornelis Koch Jan Klingers              | 46'09"6 |
| 10      | Unione Sovietica | Igor Feoktistov Nikolay Tetyorkin       | 47'00"9 |
| 11      | Canada           | William Brigden James Nickel            | 47'53"2 |
| 12      | Saar             | Heinrich Heß Kurt Zimmer                | 48'05"6 |
| 13      | Francia          | Josy Koelsch Georges Kunz               | 48'23"2 |
| 14      | Stati Uniti      | John Justin Anderson Paul Bochnewich    | 48'30"7 |
| 15      | Gran Bretagna    | Graham Palmer Raymond Parker            | 48'32"6 |
| 16      | Svizzera         | Werner Müller Werner Bieri              | 49'21"2 |
| 17      | Italia           | Raffaele Bastoni Dante Agostini         | 49'21"8 |
| 18      | Lussemburgo      | Eugène Hanck Roland Licker              | 50'08"4 |